# 蝦名恭範
蝦名 恭範（えびな やすのり、1966年6月8日 - ）は、アニメーションの音響監督。別名義はえびな やすのり。

## 来歴・人物
サウンドチーム・ドンファン所属。以前はビーラインに所属しミキサーから音響監督になった。日本語吹き替えの演出なども行っている。
妻はミキサーの蝦名まゆみ（旧姓松田）で、恭範が録音調整として参加する際には度々録音調整助手としてクレジットされている。
自身のTwitterのアイコンは苗字との関連で神奈川県海老名市のゆるキャラ「えび～にゃ」を使用している。

## 参加作品
※ 特記のない限り音響監督としての参加

### テレビアニメ
1995年
- 愛天使伝説ウェディングピーチ（調整）

1997年
- はれときどきぶた（録音）
- ビーストウォーズ 超生命体トランスフォーマー（調整）

1998年
- LEGEND OF BASARA（調整）

1999年
- アニメ愛のあわあわアワー（録音）
- To Heart（録音）
- メダロット（音響演出）

2000年
- 銀装騎攻オーディアン（調整）
- グラビテーション（録音）
- 幻想魔伝 最遊記（調整）
- ドッとKONIちゃん（録音）
- メダロット魂（音響演出）

2001年
- 旋風の用心棒（調整）
- こみっくパーティー（録音）
- パラッパラッパー（録音調整）
- フルーツバスケット(音響監督 - えびなやすのり名義、大地丙太郎と共同。録音)

2002年
- おねがい☆ティーチャー（録音エンジニア）
- ギャラクシーエンジェルA（録音）
- 東京アンダーグラウンド（調整）
- NARUTO -ナルト-（えびなやすのり名義）
- PIANO（録音調整）
- ぴたテン（録音）

2003年
- おねがい☆ツインズ（録音エンジニア）
- デ・ジ・キャラットにょ
- ななか6/17（録音調整）

2004年
- ギャラクシーエンジェルX（ミキサー）
- スウィート・ヴァレリアン
- 忘却の旋律（録音調整）

2005年
- あまえないでよっ!!
- 奥さまは魔法少女（録音調整）
- カッパの飼い方
- 魔法先生ネギま!（調整）

2006年
- あまえないでよっ!! 喝!!
- おろしたてミュージカル 練馬大根ブラザーズ
- 鍵姫物語 永久アリス輪舞曲
- ゴーストハント
- ネギま!?（録音）
- プリンセス・プリンセス
- 妖怪人間ベム (第2作)（音響演出）
- らぶドル 〜Lovely Idol〜

2007年
- School Days
- NARUTO -ナルト- 疾風伝（えびなやすのり名義）
- みなみけ
- ゆめだまや奇談

2008年
- あかね色に染まる坂
- とある魔術の禁書目録
- ドルアーガの塔 〜the Aegis of URUK〜（録音エンジニア）
- みなみけ〜おかわり〜

2009年
- けんぷファー（えびなやすのり名義）
- GA 芸術科アートデザインクラス（えびなやすのり名義）
- タユタマ -Kiss on my Deity-
- ドルアーガの塔 〜the Sword of URUK〜（録音エンジニア）
- 夏のあらし!（録音）
- 夏のあらし! 〜春夏冬中〜（録音）
- みなみけ おかえり

2010年
- 荒川アンダー ザ ブリッジ（録音）
- 荒川アンダー ザ ブリッジ×ブリッジ（録音）
- 刀語（えびなやすのり名義）
- とある魔術の禁書目録II
- みつどもえ（えびなやすのり名義）

2011年
- お兄ちゃんのことなんかぜんぜん好きじゃないんだからねっ!!
- けんぷファー für die Liebe
- 猫神やおよろず
- 真剣で私に恋しなさい!!
- みつどもえ 増量中!
- ゆるゆり

（2011年作品すべてえびなやすのり名義）
2012年
- NARUTO -ナルト- SD ロック・リーの青春フルパワー忍伝
- BTOOOM!
- ゆるゆり♪♪
- ヨルムンガンド
- ヨルムンガンド PERFECT ORDER

（2012年作品すべてえびなやすのり名義）
2013年
- 帰宅部活動記録（ミキサー）
- 銀河機攻隊 マジェスティックプリンス（えびなやすのり名義）
- デート・ア・ライブ（えびなやすのり名義）
- みなみけ ただいま（えびなやすのり名義）
- 恋愛ラボ（えびなやすのり名義）

2014年
- さばげぶっ!（えびなやすのり名義）
- 世界征服〜謀略のズヴィズダー〜（えびなやすのり名義）
- そにアニ -SUPER SONICO THE ANIMATION-（えびなやすのり名義）
- デート・ア・ライブII（えびなやすのり名義）
- トリニティセブン（えびなやすのり名義）
- フューチャーカード バディファイト（えびなやすのり名義）

2015年
- うたわれるもの 偽りの仮面（えびなやすのり名義）
- 干物妹!うまるちゃん（えびなやすのり名義）
- フューチャーカード バディファイト100（えびなやすのり名義）

2016年
- クオリディア・コード（えびなやすのり名義）
- チーティングクラフト（えびなやすのり名義）
- はがねオーケストラ（えびなやすのり名義）
- フューチャーカード バディファイトDDD（えびなやすのり名義）

2017年
- ガヴリールドロップアウト（えびなやすのり名義）
- コンビニカレシ（えびなやすのり名義）
- フューチャーカード バディファイトX（えびなやすのり名義）

2018年
- うちのメイドがウザすぎる!(えびなやすのり名義)
- 恋は雨上がりのように（えびなやすのり名義）
- CONCEPTION（えびなやすのり名義）
- されど罪人は竜と踊る（えびなやすのり名義）
- つくもがみ貸します（えびなやすのり名義）
- フューチャーカード 神バディファイト（えびなやすのり名義）
- フューチャーカード バディファイトX オールスターファイト（えびなやすのり名義）

2019年
- 群青のマグメル（えびなやすのり名義）
- デート・ア・ライブIII（えびなやすのり名義）
- 可愛ければ変態でも好きになってくれますか?（えびなやすのり名義）
- 私、能力は平均値でって言ったよね!（えびなやすのり名義）
- 警視庁 特務部 特殊凶悪犯対策室 第七課 -トクナナ-（えびなやすのり名義）

2020年
- プランダラ（えびなやすのり名義）
- アルテ（えびなやすのり名義）
- トミカ絆合体 アースグランナー（えびなやすのり名義）
- 文豪とアルケミスト 〜審判ノ歯車〜
- 宇崎ちゃんは遊びたい!（えびなやすのり名義）

2021年
- 装甲娘戦機（えびなやすのり名義）
- マジカパーティ（えびなやすのり名義）
- 王様ランキング（えびなやすのり名義）

2022年
- 賢者の弟子を名乗る賢者（えびなやすのり名義）
- デート・ア・ライブIV（えびなやすのり名義）
- おにぱん!（えびなやすのり名義）

2023年
- 彼女が公爵邸に行った理由（えびなやすのり名義）
- 呪術廻戦 懐玉・玉折/渋谷事変（えびなやすのり名義）

2024年
- 最強タンクの迷宮攻略〜体力9999のレアスキル持ちタンク、勇者パーティーを追放される〜（えびなやすのり名義）
- HIGHSPEED Étoile（えびなやすのり名義）
- デート・ア・ライブⅤ（えびなやすのり名義）
- しかのこのこのここしたんたん（えびなやすのり名義）

2025年
- どうせ、恋してしまうんだ。（えびなやすのり名義）
- ゲーセン少女と異文化交流（えびなやすのり名義）

### OVA
1993年
- ああっ女神さまっ（録音調整）

1994年
- おたくの星座（録音）
- ぼくはこのまま帰らない（調整）
- マップス（整音）
- THE レイプマン（録音調整）
- 同級生 夏の終わりに（録音調整）

1995年
- アイドルプロジェクト（録音調整）
- 戦ー少女イクセリオン（録音調整）
- 妖精姫レーン（録音調整）

1996年
- ウェディングピーチDX（調整）
- 超人学園ゴウカイザー（調整）
- ファイアーエムブレム 紋章の謎（録音監督）

1997年
- フォトン（ミキサー）
- ぶっとび!!CPU（調整）
- ベイビィ★LOVE（ミキサー）
- 竜機伝承（調整）

1998年
- 火宵の月〜秋狂言〜（調整）

2001年
- アニメーション制作進行くろみちゃん（録音監督）
- グッドモーニング・コール（調整・音響演出補）
- 時空異邦人KYOKO ちょこらにおまかせ!（調整・音響演出補）

2003年
- Di Gi Charat劇場 ぴよこにおまかせぴょ!

2005年
- おとぎ銃士 赤ずきん（ダビングミキサー）
- 魔女っ娘つくねちゃん（ミキサー）

2006年
- ネギま!?夏スペシャル!?（録音）

2007年
- 東京マーブルチョコレート

2008年
- クイズマジックアカデミー
- 最終試験くじらProgressive
- School Days 〜マジカルハート☆こころちゃん〜
- 魔法先生ネギま! 〜白き翼 ALA ALBA〜（録音）

2009年
- あかね色に染まる坂 ハードコア
- 異世界の聖機師物語（録音調整）
- 魔法先生ネギま! 〜もうひとつの世界〜（録音）
- みなみけ べつばら

2011年
- T.P.さくら 〜タイムパラディンさくら〜 時空樹防衛戦（えびなやすのり名義）

2012年
- みなみけ おまたせ（えびなやすのり名義）

2013年
- みなみけ 夏やすみ（えびなやすのり名義）

2019年
- ゆるゆり、（えびなやすのり名義）

### 劇場アニメ
2001年
- 劇場版 幻想魔伝 最遊記 Requiem 選ばれざる者への鎮魂歌（調整）
- Di Gi Charat 星の旅（録音）

2002年
- Pia♥キャロットへようこそ!! -さやかの恋物語-

2004年
- 劇場版 NARUTO -ナルト- 大活劇!雪姫忍法帖だってばよ!!（音響演出）

2005年
- 劇場版 NARUTO -ナルト- 大激突!幻の地底遺跡だってばよ（音響演出）

2006年
- 劇場版 NARUTO -ナルト- 大興奮!みかづき島のアニマル騒動だってばよ（音響演出）

2007年
- 劇場版 NARUTO -ナルト- 疾風伝

2008年
- 劇場版 NARUTO -ナルト- 疾風伝 絆

2009年
- 劇場版 NARUTO -ナルト- 疾風伝 火の意志を継ぐ者

2010年
- 劇場版 NARUTO -ナルト- 疾風伝 ザ・ロストタワー

2011年
- 劇場版 NARUTO -ナルト- ブラッド・プリズン
- 劇場版 魔法先生ネギま! ANIME FINAL（録音）

2012年
- ROAD TO NINJA -NARUTO THE MOVIE-

2014年
- THE LAST -NARUTO THE MOVIE-（サウンド・ミキサー 兼任）

2015年
- デジモンアドベンチャー tri.

2017年
- 劇場版 トリニティセブン -悠久図書館と錬金術少女-（えびなやすのり名義）

2019年
- 劇場版 トリニティセブン-天空図書館と真紅の魔王-（えびなやすのり名義）
- プロメア（えびなやすのり名義）
- キミだけにモテたいんだ。（えびなやすのり名義）

### Webアニメ
2021年
- 終末のワルキューレ

2022年
- 死役所（えびなやすのり名義）
- Shenmue the Animation（えびなやすのり名義）
- BASTARD!! -暗黒の破壊神-（えびなやすのり名義）

### ゲーム
- School Days L×H（2008年）

### ドラマCD

#### BLCD
- 海シリーズ 3 耳をすませばかすかな海（調整）
- 子供の領分 3 最凶ヒールズ（ミキシングエンジニア） ※矢野さとし、名倉靖と連名
- どうしようもないけれど（エンジニア）